# Leonardo-da-Vinci-Denkmal

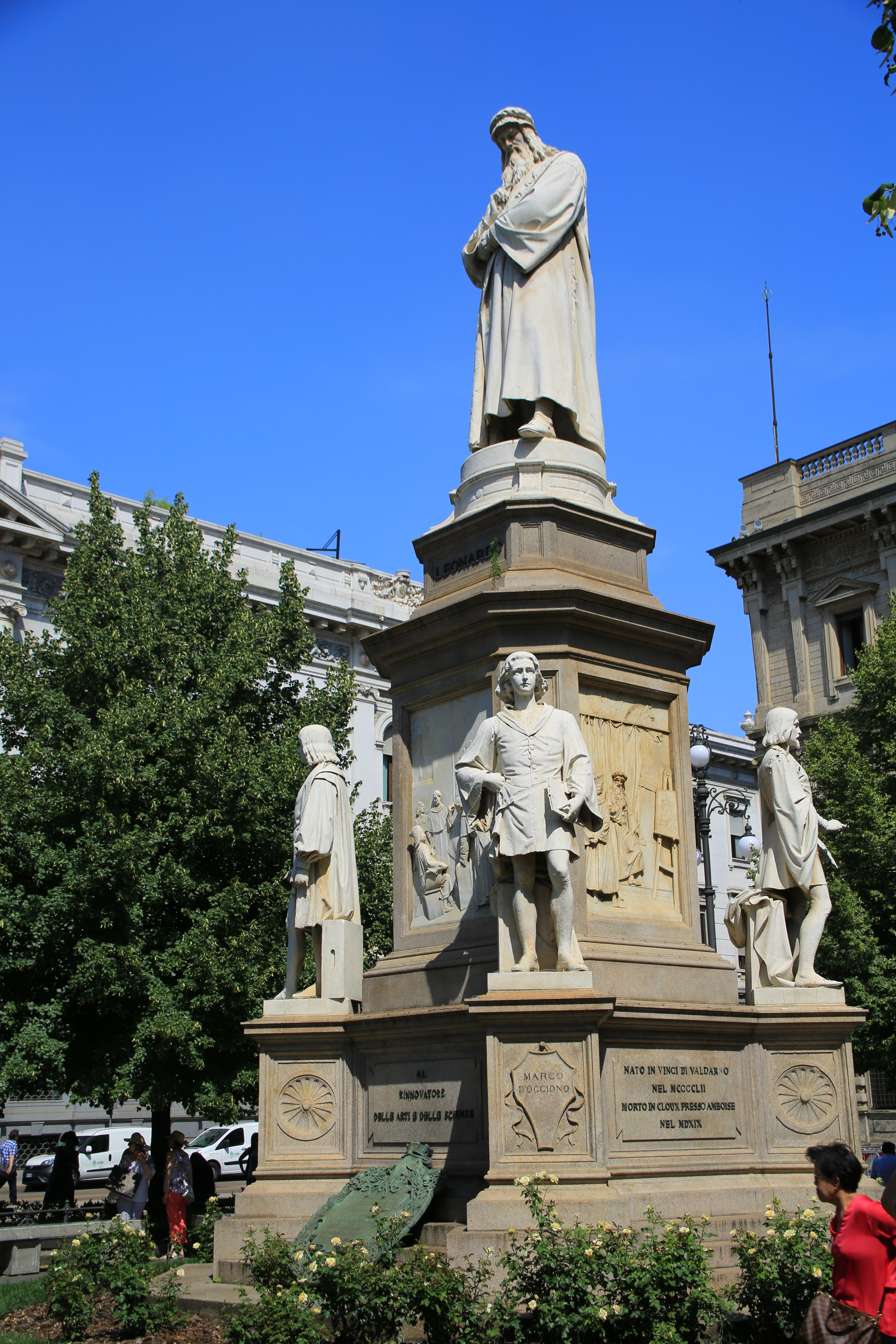
Leonardo-da-Vinci-Denkmal

Das Leonardo-da-Vinci-Denkmal ist ein 1872 in Mailand errichtetes Denkmal, das dem  Kunstmaler und Universalgelehrten Leonardo da Vinci (1452–1519) gewidmet ist und ihn als eine überlebensgroße, von dem Bildhauer Pietro Magni geschaffene Statue, die auf einem achteckigen Sockel steht, darstellt.

## Geschichte
Im Jahr 1858 wurde der Bildhauer Pietro Magni mit der Schaffung eines Denkmals für Leonardo da Vinci beauftragt. Aufgrund politischer Unruhen (Zweiter italienischer Unabhängigkeitskrieg (1859)) und Problemen bezüglich der Finanzierung des Projekts wurde das Denkmal erst 1872 fertiggestellt. Es wurde schließlich am 4. September 1872 auf der Piazza della Scala vor dem Teatro alla Scala eingeweiht.
1970 wurde das Denkmal von dem Künstlerehepaar Christo und Jeanne-Claude mit Kunststofftüchern verhüllt. Nach Protesten und Beschädigungen der Tücher wurden diese nach wenigen Tagen wieder entfernt.

## Beschreibung
Das Denkmal besteht aus fünf Statuen aus weißem Marmor, die auf einem ca. 7,0 Meter hohen, achteckigen Granitsockel stehen. Der Name «Leonardo» ist an der Vorderseite, «Pietro Magni» an der Rückseite des Sockels eingraviert.

### Statue Leonardo
Die zentrale, ca. 4,4 Meter hohe Statue zeigt Leonardo da Vinci. Er wird mit nachdenklichem Gesichtsausdruck dargestellt, trägt einen langen Mantel und hat die Arme über der Brust verschränkt.

### Figuren des Denkmals
An allen vier Ecken des Sockels, unterhalb des Standbilds von Leonardo da Vinci sind vier seiner Schüler, namentlich Giovanni Antonio Boltraffio, Marco d’Oggiono, Cesare da Sesto und Gian Giacomo Caprotti (unter dem Namen di Andrea Salaino) in ca. 2,6 Meter hohen Figuren dargestellt.

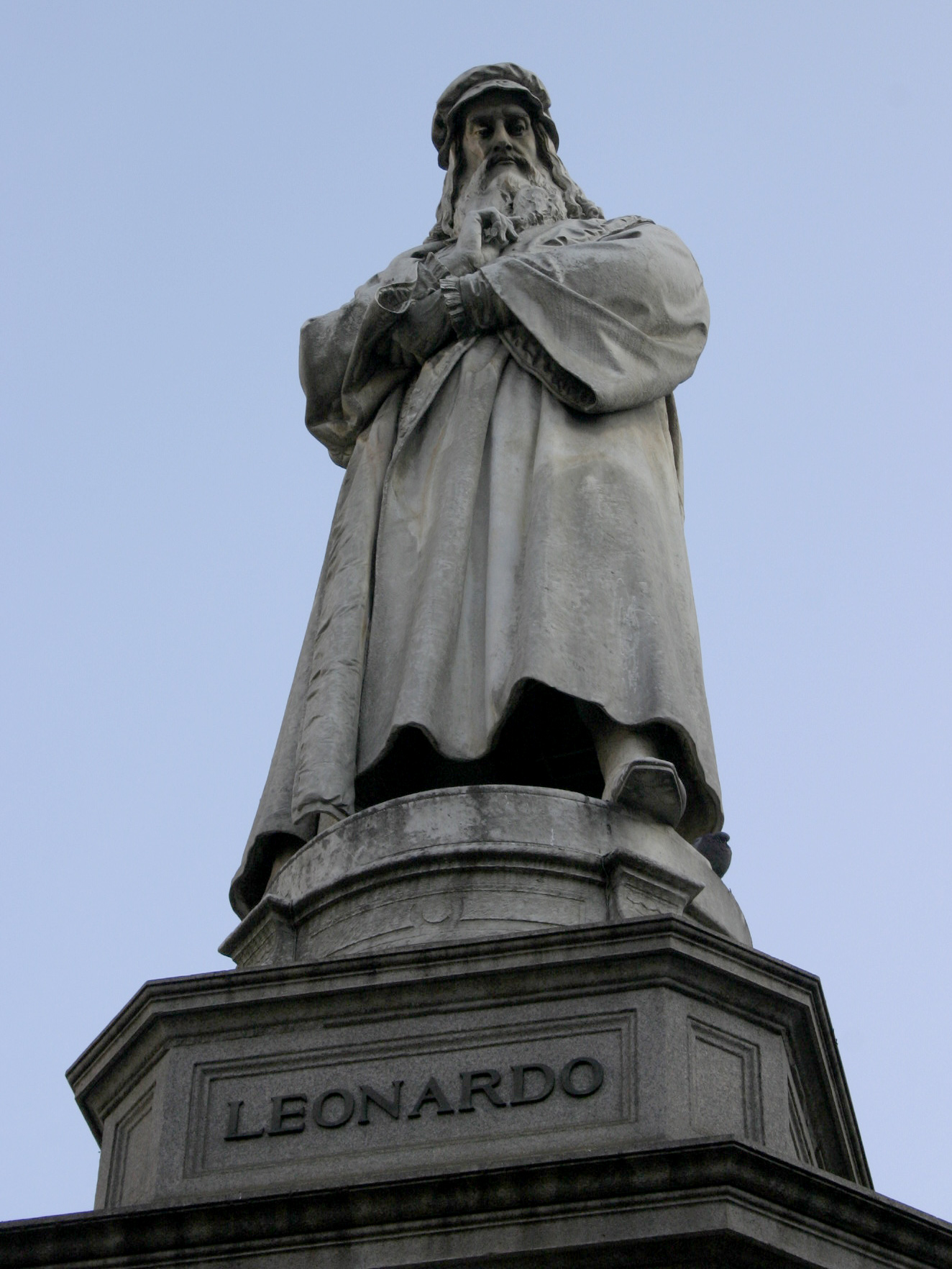
Leonardo da Vinci
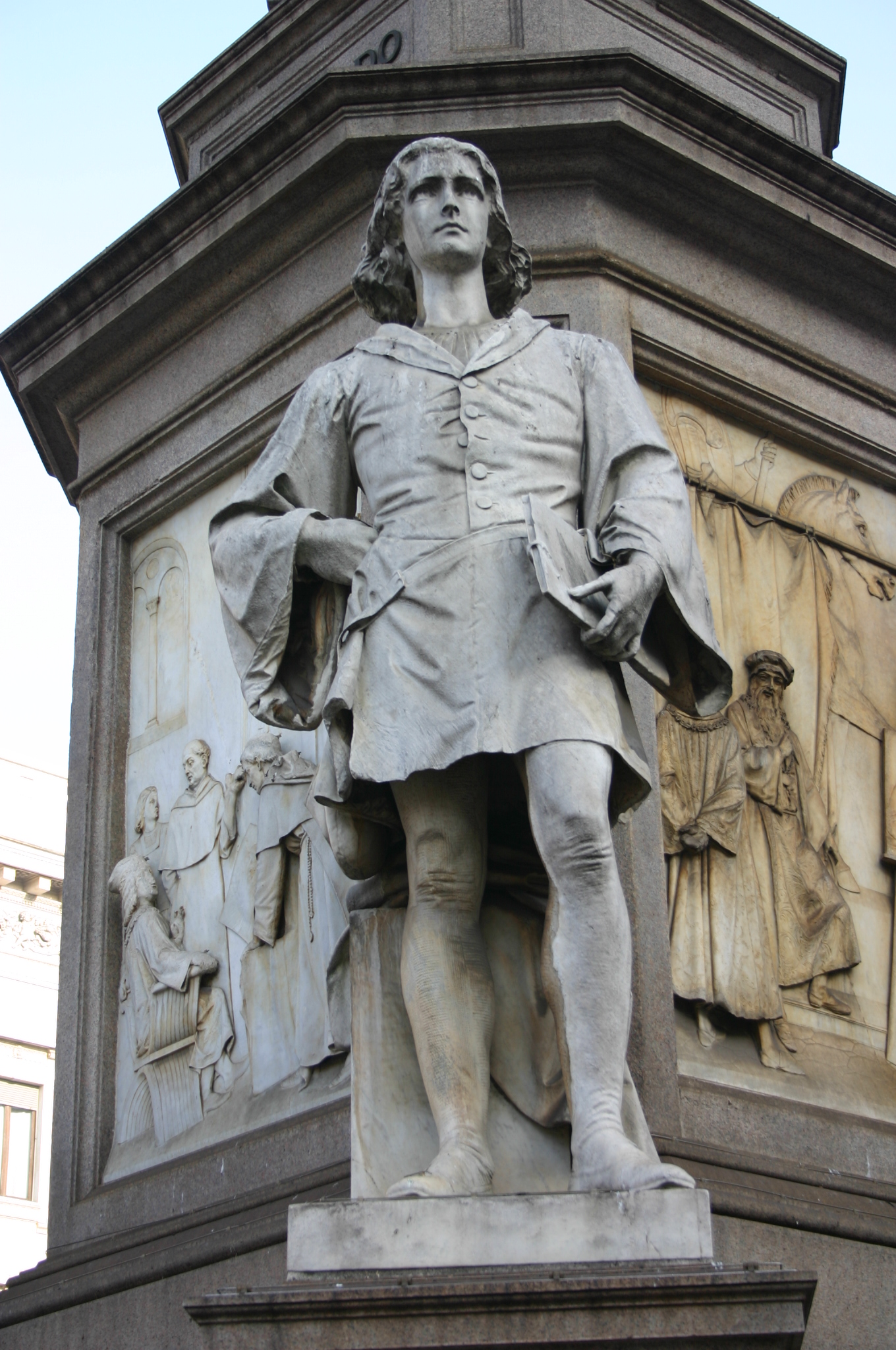
Marco d’Oggiono
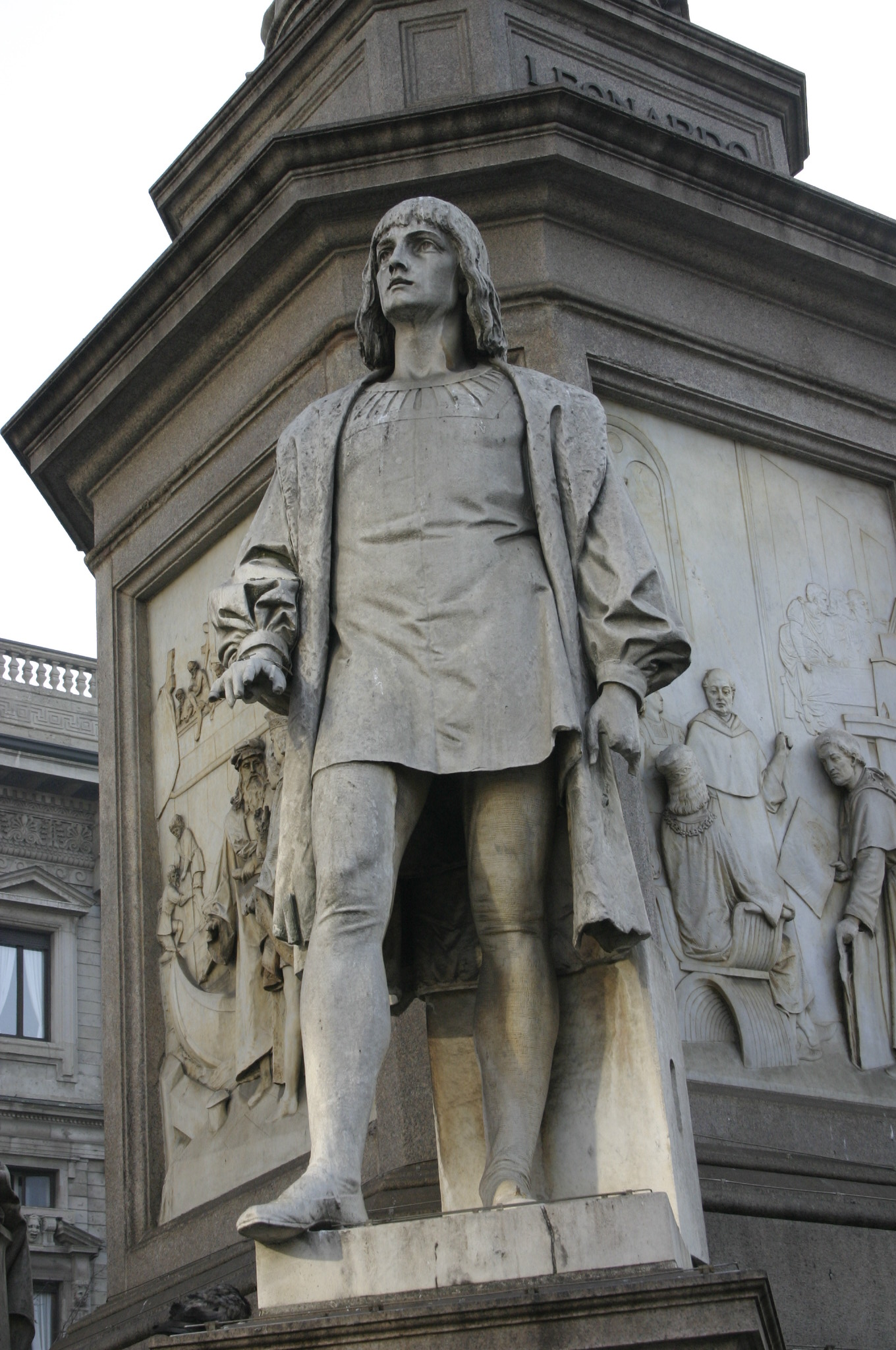
Cesare da Sesto
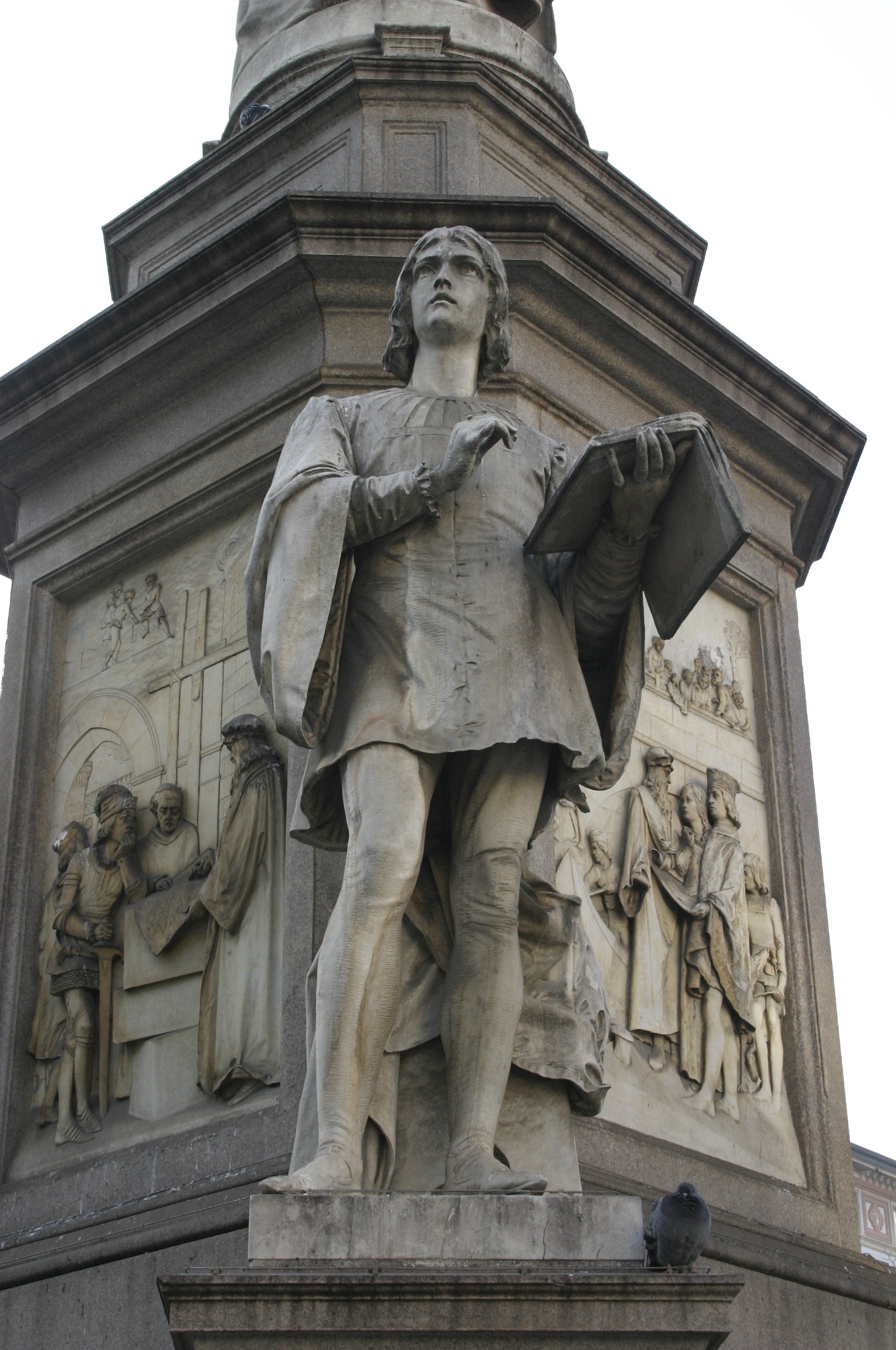
Andrea Salaino
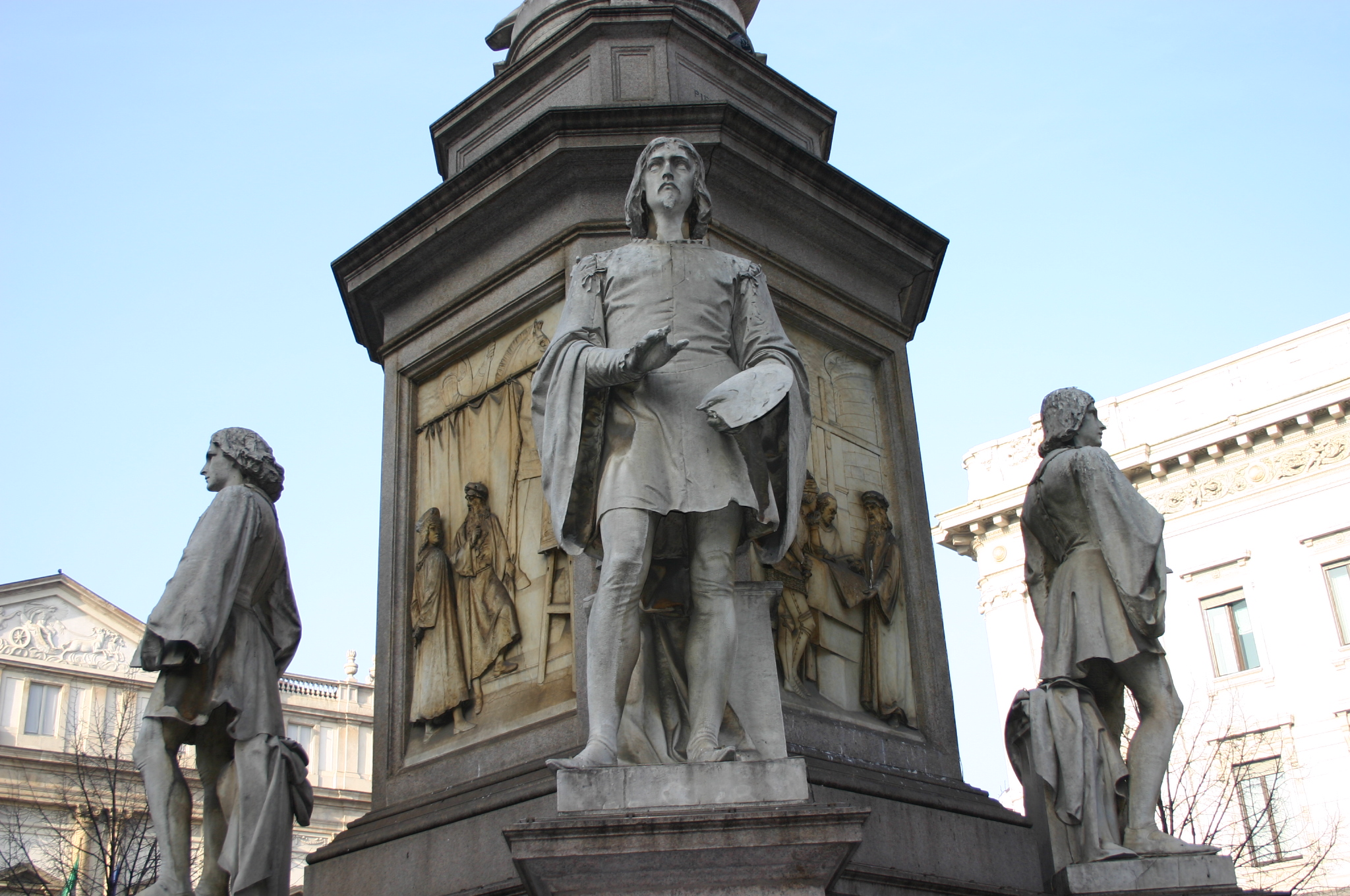
Giovanni Angelo Boltraffio

### Reliefs
In den Sockel unterhalb des Standbilds sind auf vier Seiten zwischen den Skulpturen seiner Schüler Reliefs eingelassen, die den Universalgelehrten Leonardo als Bildhauer, Architekten, Hydraulik-Mechaniker sowie als Kunstmaler darstellen:

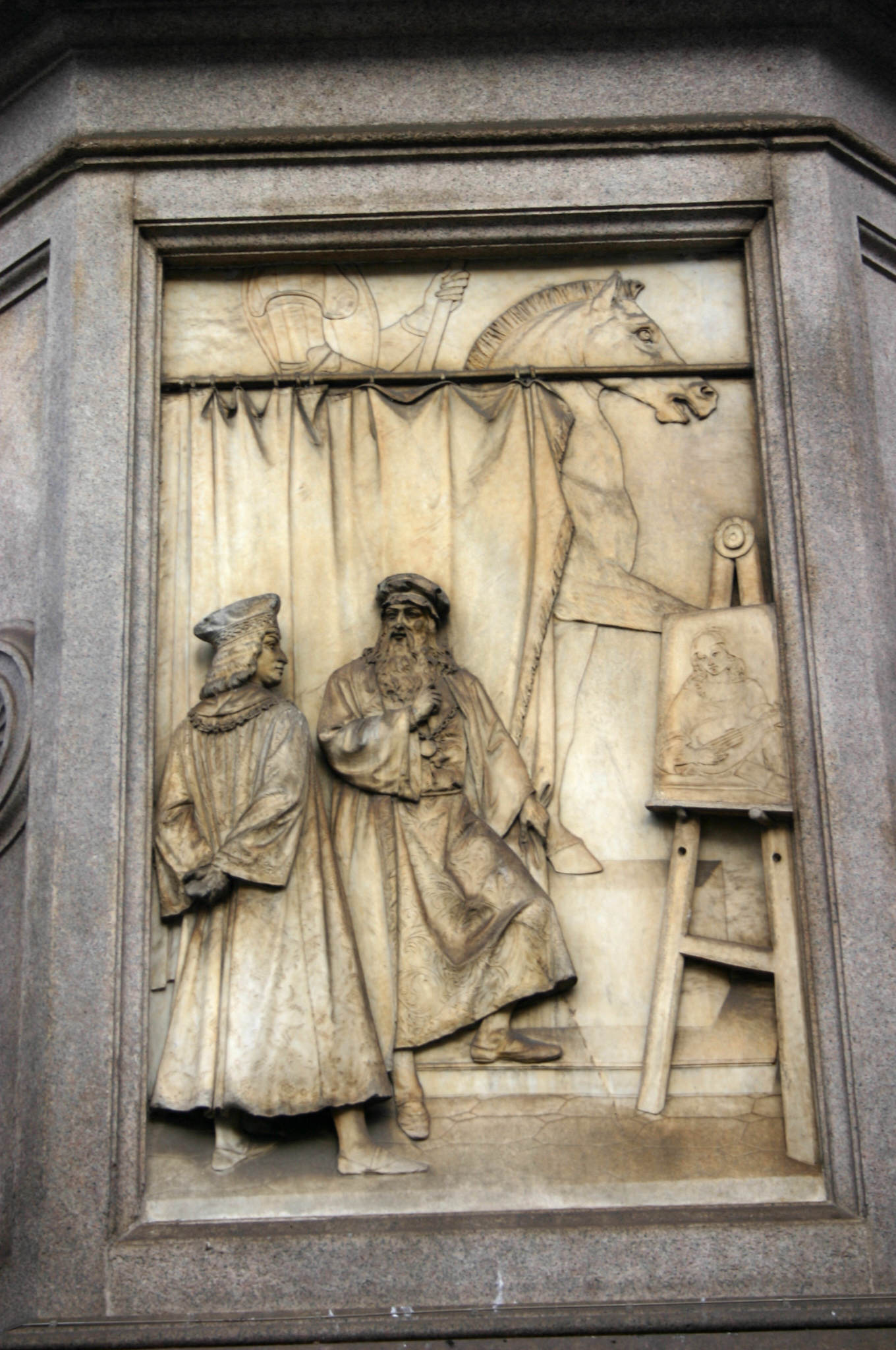
Leonardo als Bildhauer
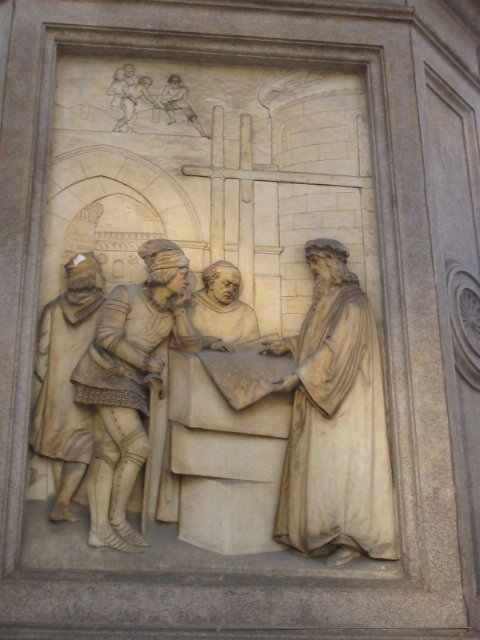
Leonardo als Architekt
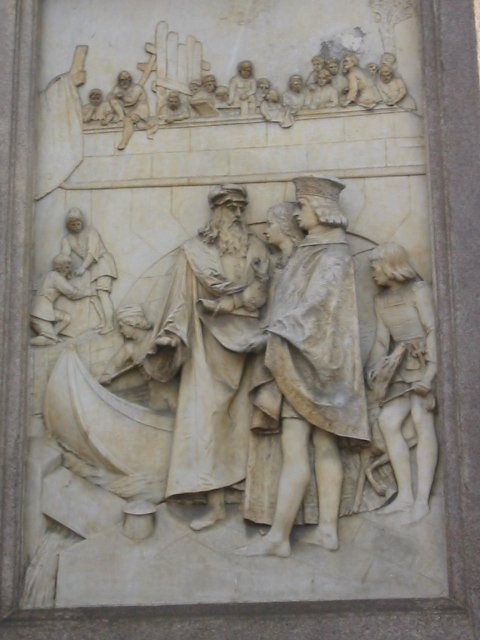
Leonardo als Hydraulik-Mechaniker
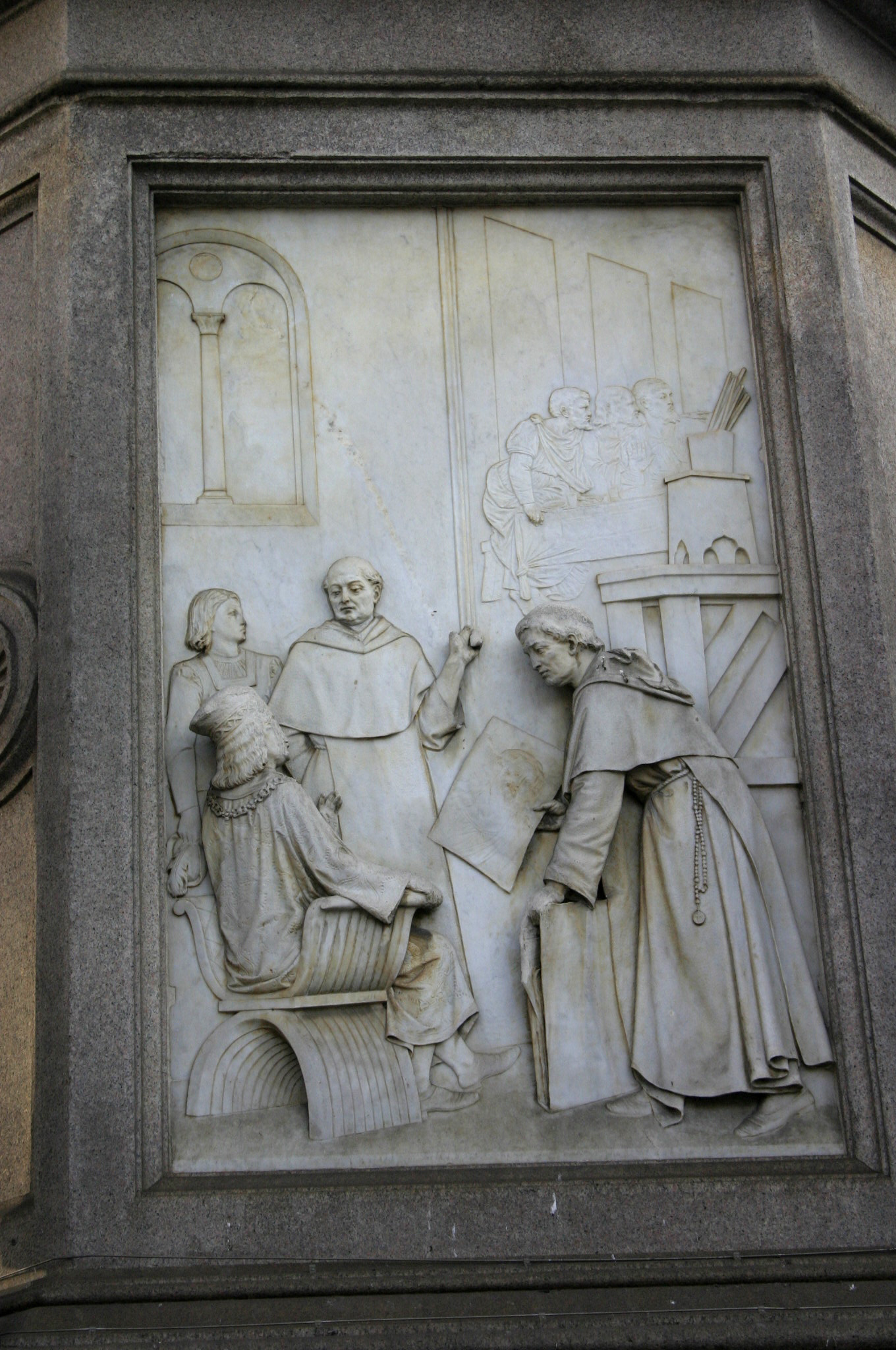
Leonardo als Kunstmaler

## Weitere Leonardo-da-Vinci-Standbilder
Weltweit existieren weitere Standbilder  von Leonardo da Vinci. Die Figuren in Wien, London und Florenz wurden, ebenso wie das hier betrachtete Standbild, aus Marmor hergestellt. Das Standbild in Montevideo hingegen wurde aus Bronze gegossen.

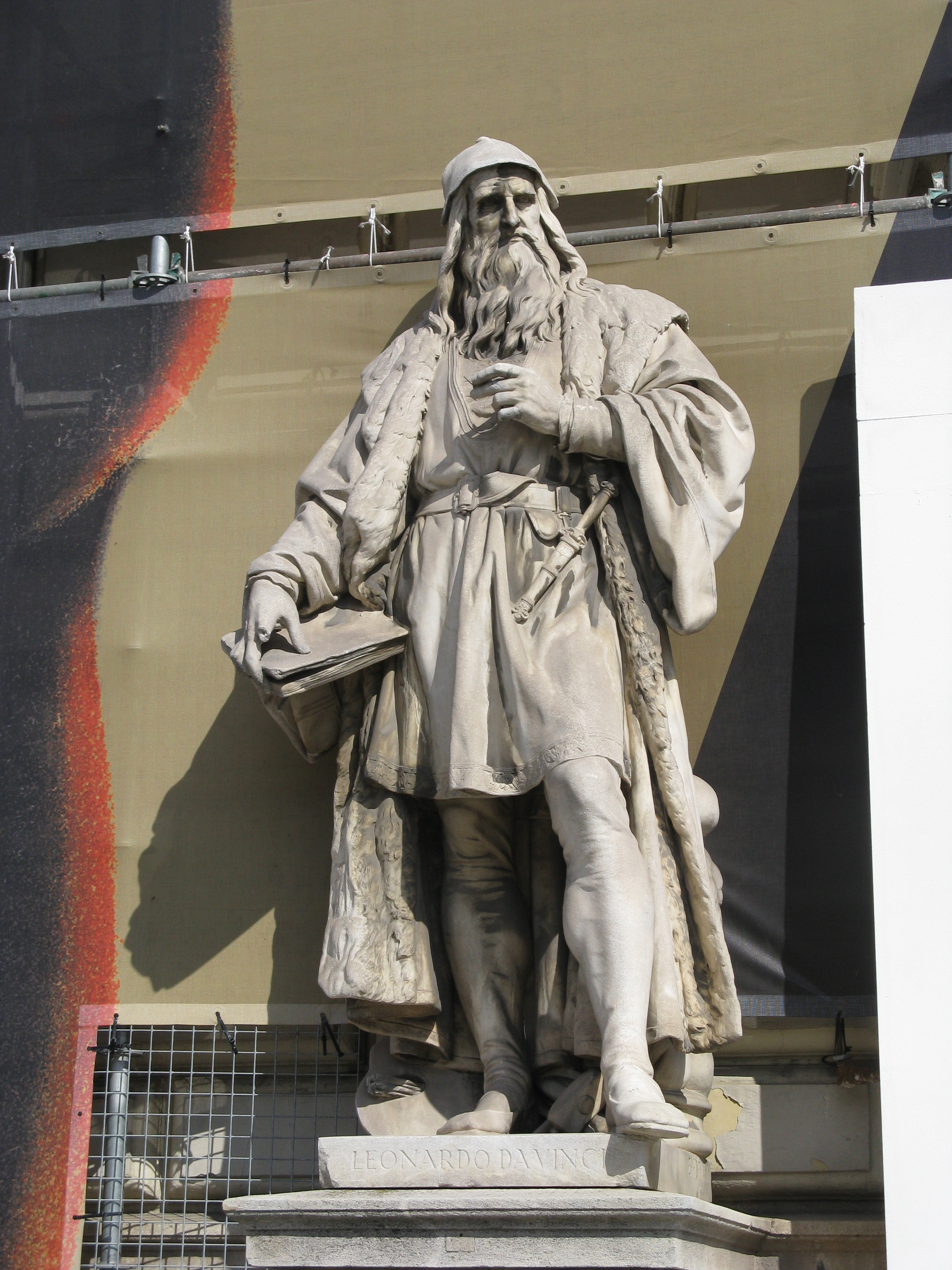
Leonardo-da-Vinci-Statue in Wien
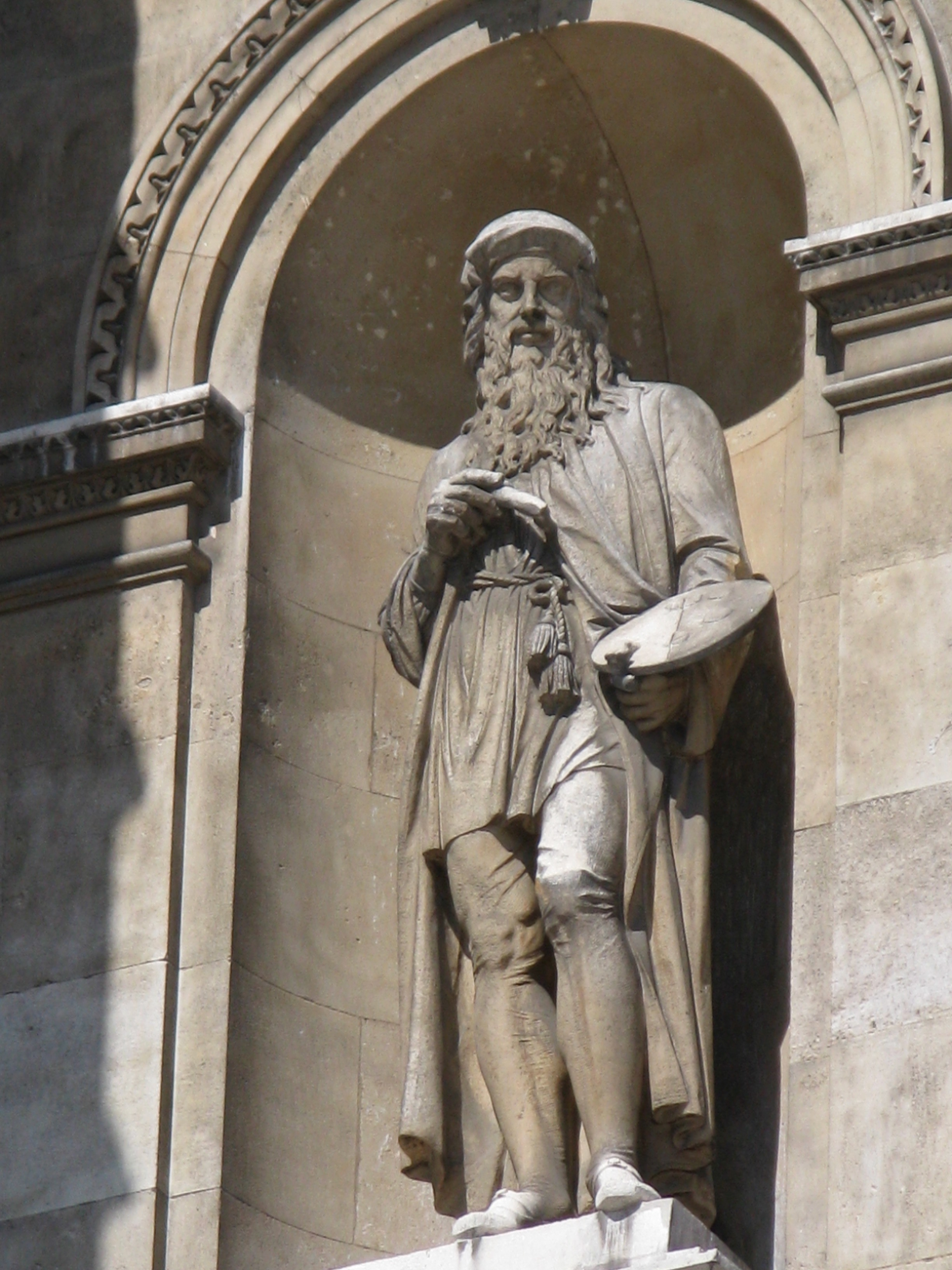
London
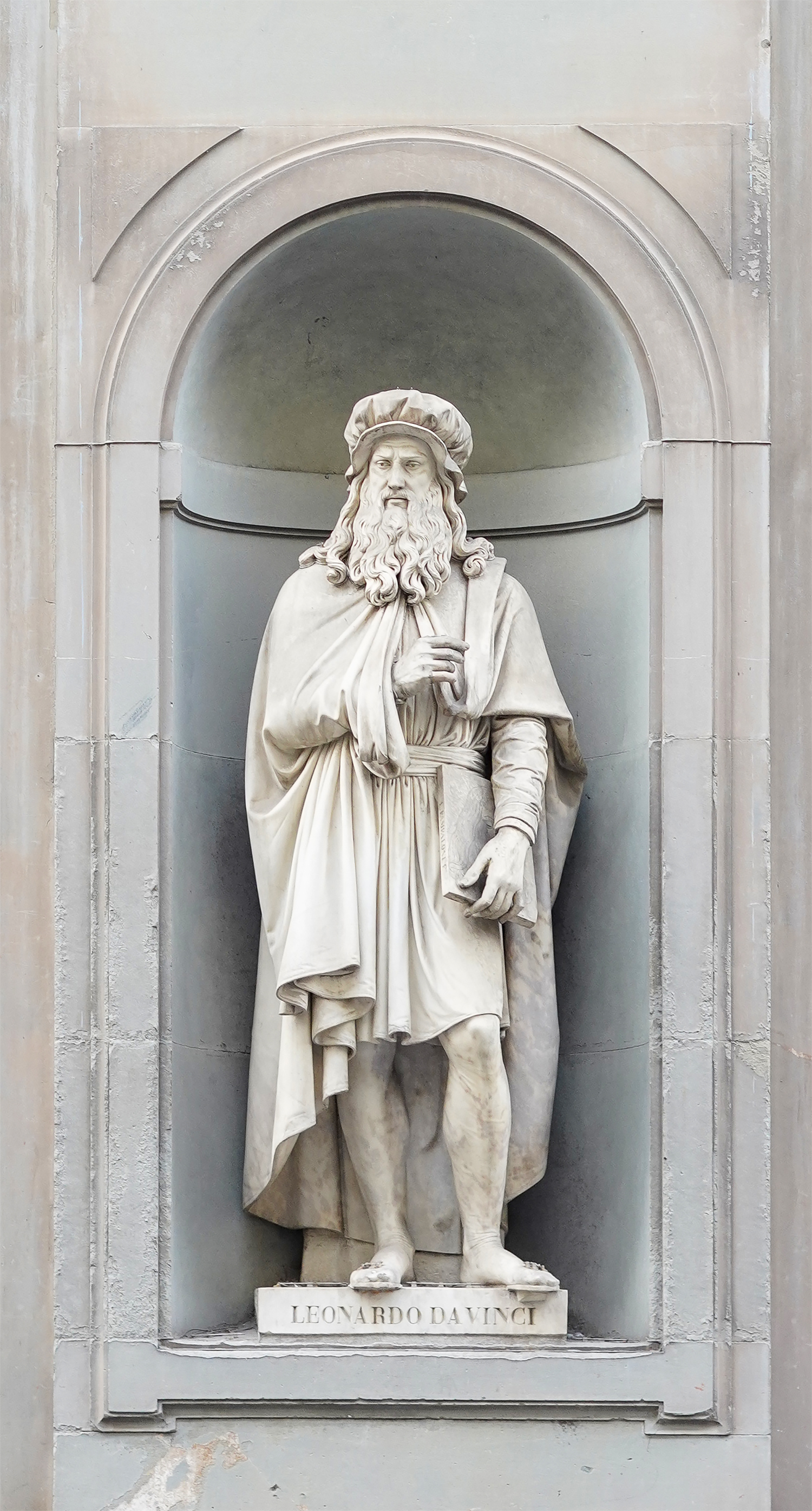
Florenz
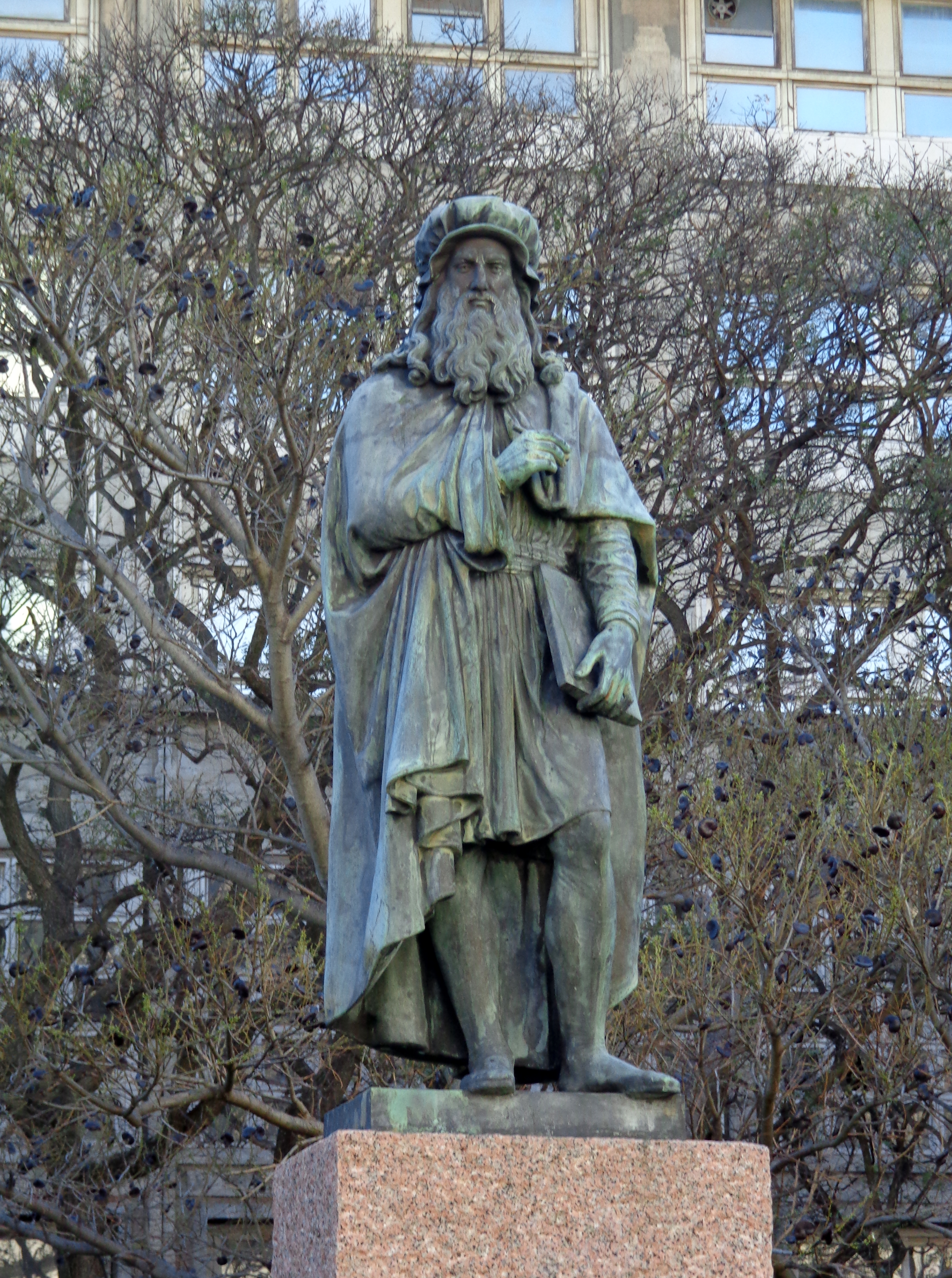
Leonardo-da-Vinci-Denkmal in Montevideo